# パレオパラドキシア
パレオパラドキシア（学名: Paleoparadoxia）は、約1300万年前に絶滅した束柱目の哺乳類。学名の由来は「古代の不思議なもの（→paradox,難問,矛盾）」の意。西日本から北米、メキシコまでの太平洋沿岸に生息していた。

## 特徴
体長は1.5 - 2.0 mほどで、現在のカバあるいはセイウチに似た姿であったと思われる。海浜でカバのように水辺を歩いたり、水中に潜ったりする生活をしていたと考えられている。基本的に草食動物で、深く潜ることはできなかったと推測される。束柱目の特徴である円柱を束ねた様な形態の臼歯を持つが、後のデスモスチルスに比べるとエナメル質が薄い。また、その配置も異なっている。また、牙状に突出する切歯も円筒状になっている。

## 発見

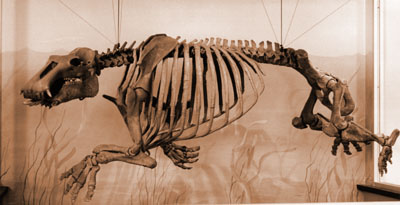
パレオパラドキシアの骨格。(SLAC)

アメリカでは福島県伊達市梁川町の広瀬川河床の梁川層で、1984年（昭和59年）8月21日に発見された梁川標本が有名。ほぼ完全な形で発見されたのは世界で4例目であり、頭骨まで正常な形で発掘されたのは梁川標本以外にはアメリカ合衆国北カリフォルニアのSLAC（Stanford Linear Accelerator Center、スタンフォード大学の物理学研究施設）にあるのみ。

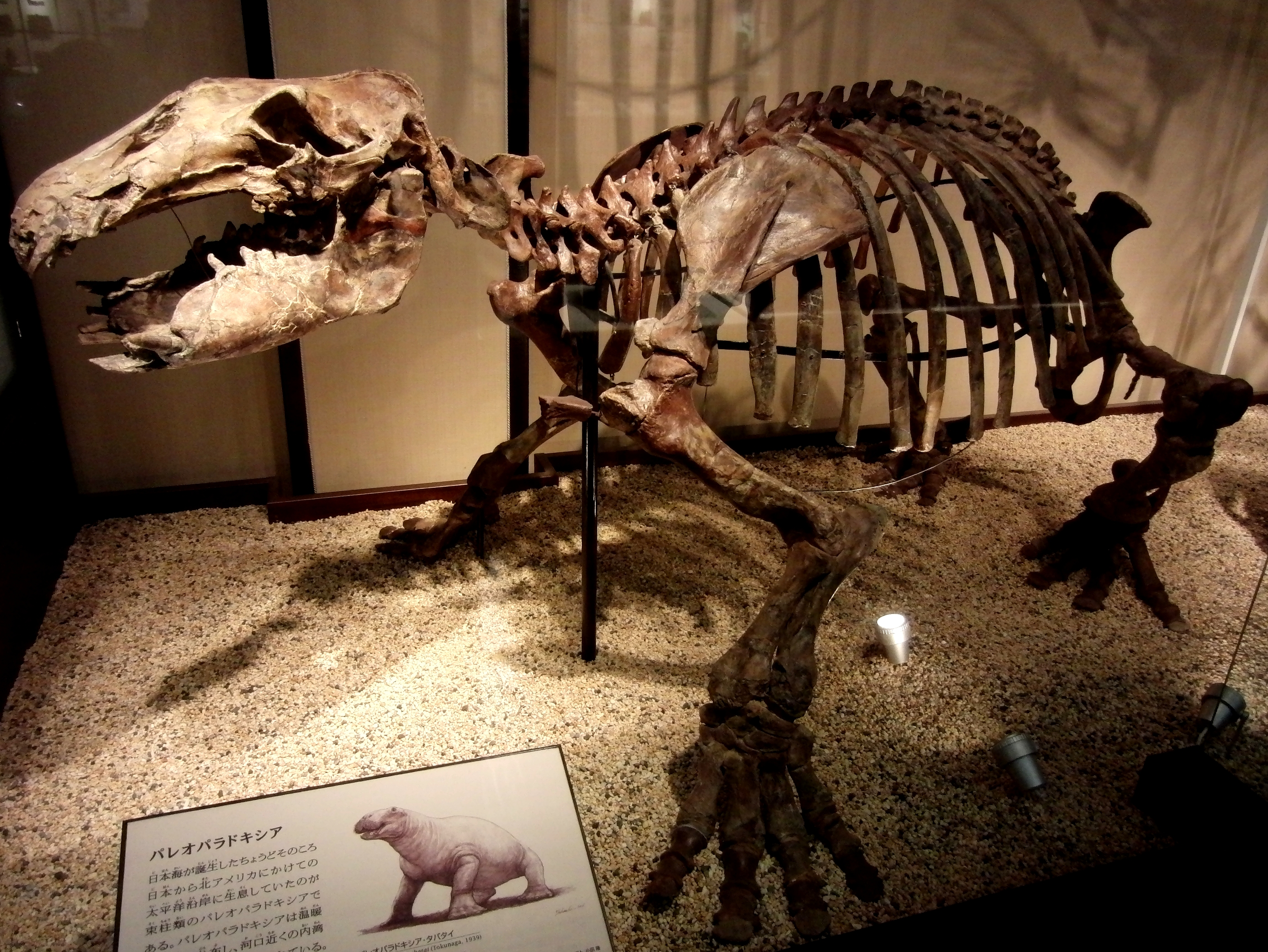
岐阜県土岐市泉町産出のパレオパラドキシア骨格標本。ネオタイプ。（国立科学博物館の展示）

1984年、福島県では旱魃の被害があり、広瀬川も水量が極端に少なくなっていた。そのため、露出した河床で発見となったのである。当時の横浜国立大学長谷川善和教授（古生物学、現在は群馬県立自然史博物館名誉館長）、福島大学鈴木敬治教授（地質学）らが研究に当たった。現在は福島県会津若松市の福島県立博物館に収蔵されている。
他に日本では岐阜県土岐市（幼獣全身骨格1950年）、埼玉県秩父市、埼玉県小鹿野町、群馬県安中市、岡山県津山市（1982年）でも化石が発掘されている。
2016年3月に秩父地方の化石が「古秩父湾堆積層及び海棲哺乳類化石群」として国の天然記念物に指定された。小鹿野化石館などに展示されている。
なお、2022年に岐阜県瑞浪市釜戸町より非常に保存状態の良い化石が発見され、ニュース等ではパレオパラドキシアのものとして報道されたが、当該化石は2024年時点ではパレオパラドキシア科の属種未定種とされており、正式な属種の記載は剖出が完了した後に行われる。